# Pan Pacific and Southeast Asia Women's Association
Pan Pacific and Southeast Asia Women's Association (PPSEAWA), tidigare Pan-Pacific Women's Association (PPWA), är en internationell kvinnoförening, grundad i Honolulu på Hawaii 1930.
1928 hölls den första Pan-Pacific Women's Conference i Honolulu under Pan-Pacific Union. Nästa Pan-Pacific Women's Conference, hölls i Honolulu 1930. Pan-Pacific Women's Association (PPWA) grundades under den andra konferensen för att fortsätta organisera dessa konferenser. Honolulu blev därefter organisationens högkvarter och bas. 
PPWAA arrangerade konferenser med namnet Pan-Pacific Women's Conference i Honolulu (1934 och 1949), Kanada  (1937), Nya Zeeland (1952), Filippinerna (1955) och Japan (1958). 